# 高橋青天
髙橋 青天（たかはし はるたか、1950年10月7日 - ）は、日本の経済学者。明治学院大学名誉教授、2020年より神戸大学経済学研究科研究員。専門は、マクロ経済学。特に、経済成長理論(ターンパイク理論)と、公共経済学を専門分野としている。

## 来歴
福岡県出身。ラ・サール高等学校卒、同志社大学経済学部卒、ロチェスター大学大学院経済学Ph.D.取得。所属学会は、American Economic Association、日本経済学会、日本財政学会。